# Mittelbare Bundesverwaltung (Österreich)
Unter mittelbarer Bundesverwaltung wird in Österreich die Wahrnehmung der Bundesverwaltung durch solche Behörden verstanden, die nicht als Bundesbehörden und damit vom Bund selbst, sondern durch den Landeshauptmann als ihm unterstellte Landesbehörden eingerichtet sind. Geregelt sind die Bestimmungen im Art. 102 B-VG.
Koordinator der mittelbaren Bundesverwaltung ist der Landeshauptmann des jeweiligen Bundeslandes, der sich des Amtes der jeweiligen Landesregierung als Hilfsorgan bedient. Die behördliche Zuständigkeit kann bei ihm selbst liegen, im Regelfall sind jedoch die Bezirksverwaltungsbehörden zuständige Behörden.
Die im Einzelfall zuständigen Behörden sind dem Landeshauptmann unterstellt und an seine Weisungen gebunden. Der Landeshauptmann wiederum ist in den Angelegenheiten der mittelbaren Bundesverwaltung an die Weisungen des zuständigen Bundesministers gebunden und kann bei Nichtbeachtung vor dem Verfassungsgerichtshof zur Verantwortung gezogen werden. Bisher ist dies in der Geschichte der Zweiten Republik nur einmal vorgekommen, als die Bundesregierung den Salzburger Landeshauptmann Wilfried Haslauer anklagte.
Über Beschwerden gegen die in der mittelbaren Bundesverwaltung ergangenen Bescheide entscheiden im Regelfall die Landesverwaltungsgerichte, da das Bundesverwaltungsgericht nur für Angelegenheiten der unmittelbaren Bundesverwaltung zuständig ist.
Vor dem Inkrafttreten der Verwaltungsgerichtsbarkeits-Novelle 2012 waren Bescheide im administrativen Instanzenzug anzufechten, bevor die Gerichtshöfe des öffentlichen Rechts angerufen werden konnte. Gegen den Bescheid der Bezirksverwaltungsbehörde (I. Instanz) war die Berufung an den Landeshauptmann (II. Instanz) möglich, sofern nicht für bestimmte Angelegenheiten der Unabhängige Verwaltungssenat des betreffenden Landes zuständig war. Soweit der Landeshauptmann in I. Instanz zuständig war, ging die Berufung im Regelfall an den zuständigen Bundesminister.